# 宾州镇 (宾阳县)
宾州镇，是中华人民共和国广西壮族自治区南宁市宾阳县下辖的一个乡镇级行政单位。

## 行政区划
宾州镇下辖以下地区：
临浦社区、中和社区、同仁社区、兴仁社区、新城社区、镇兴社区、中靖太社区、商贸城社区、城中社区、枫江社区、永武社区、建设社区、南街社区、三联社区、仁爱社区、芦圩农业村、新宾农业村、陆村、新廖村、宝水村、北街村、新模村、顾明村、国太村、王明村、黄卢村、吴村、蒙田村、古城村、六明村、碗窑村、恭村、六岭村、六和村、七里村、勒马村、长岗村、呇塘村、展志村、文伟村、太乡村、基塘村、三韦村、南山村、中兴村、德明村、蒙村和河田村。